# Perodua Kembara

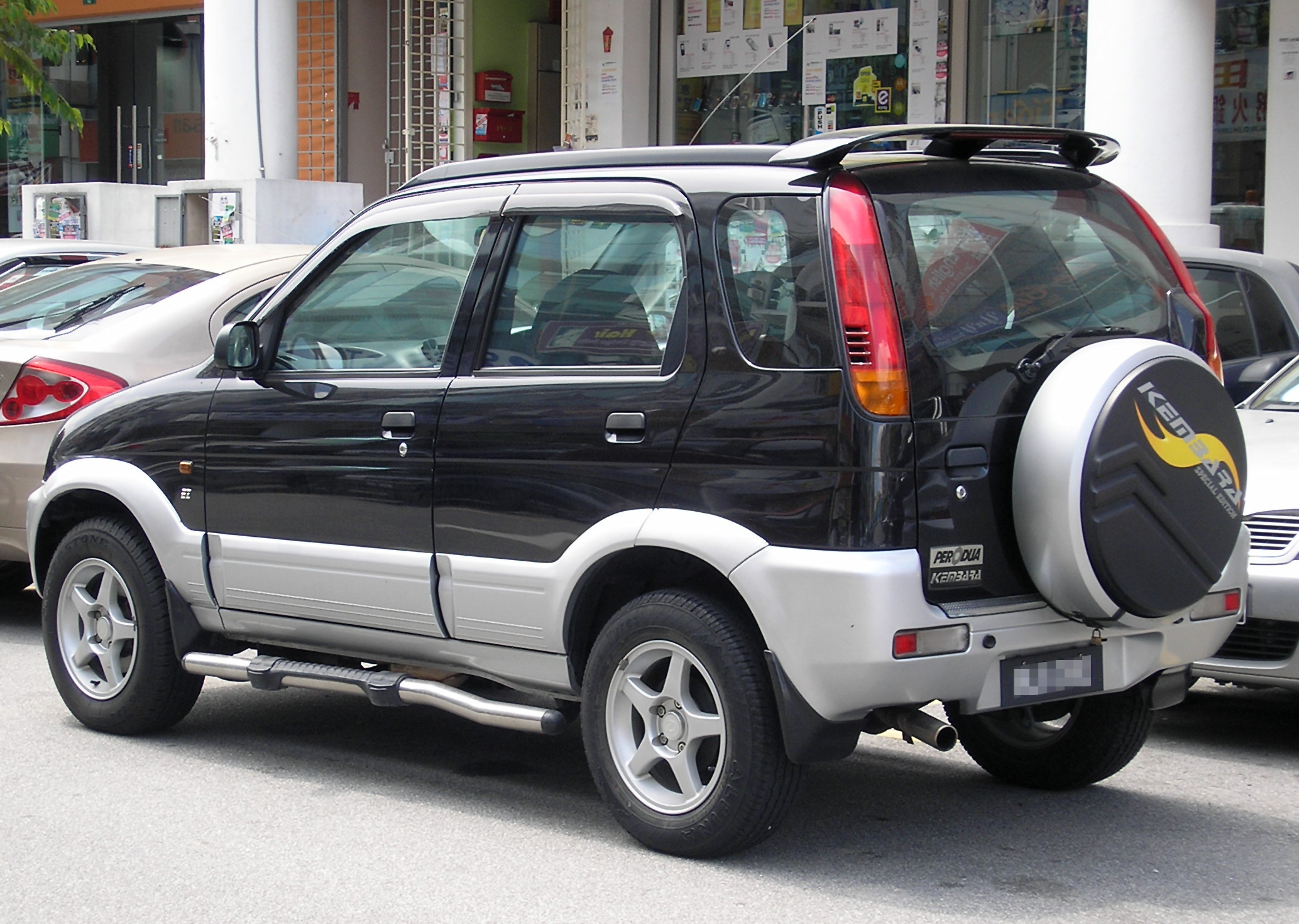
Вид сзади

Perodua Kembara — субкомпактный внедорожник, выпускавшийся с 1998 по 2008 год малайзийским автопроизводителем Perodua на базе Daihatsu Terios. 

## Описание
Perodua Kembara был запущен в производство в августе 1998 года. С июня 2003 года автомобили оснащались двигателями DVVT.
В июле 2004 года дебютировала версия Kembara CT Elegance. Она имеет ABS, двойные подушки безопасности спереди, кожаные сиденья, легкосплавные колёсные диски разных дизайнов, плоские боковые подножки и кластер с кубической печатью.
Цена составила 59988 ринггитов. Единственный цвет — Klasik Gold.

## Технические характеристики
Perodua Kembara оснащался 1,3-литровым (1298 см3) турбодвигателем Daihatsu K3 мощностью 86—140 л. с. при 6400 об/мин и крутящим моментом 105—177 Н⋅м при 3200 об/мин (возможны и другие варианты). Коробка передач — пятиступенчатая механическая или четырёхступенчатая автоматическая. Привод — задний или полный.

## Галерея

### Модели ранних выпусков

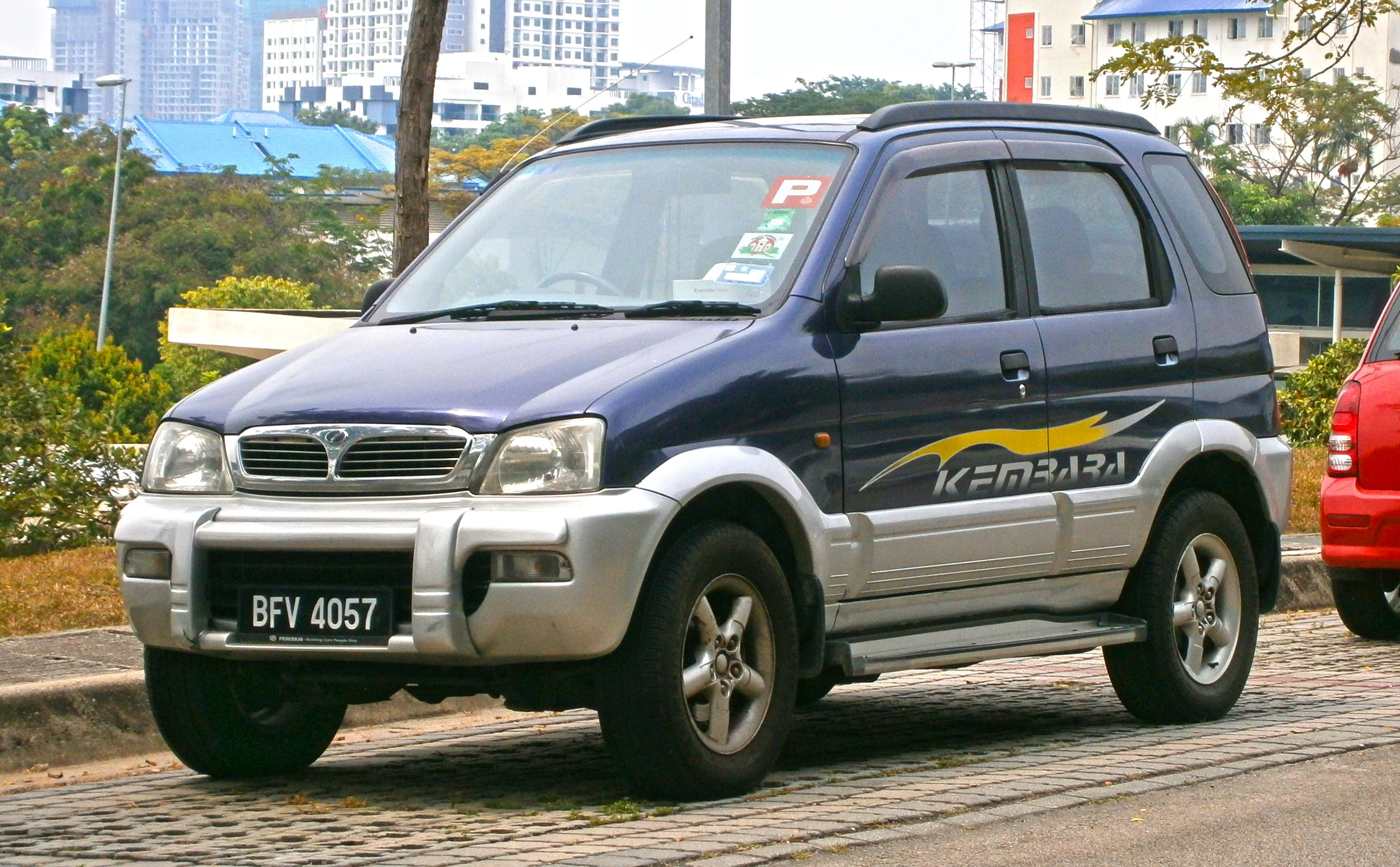
1.3 GX-EZ (вид спереди)
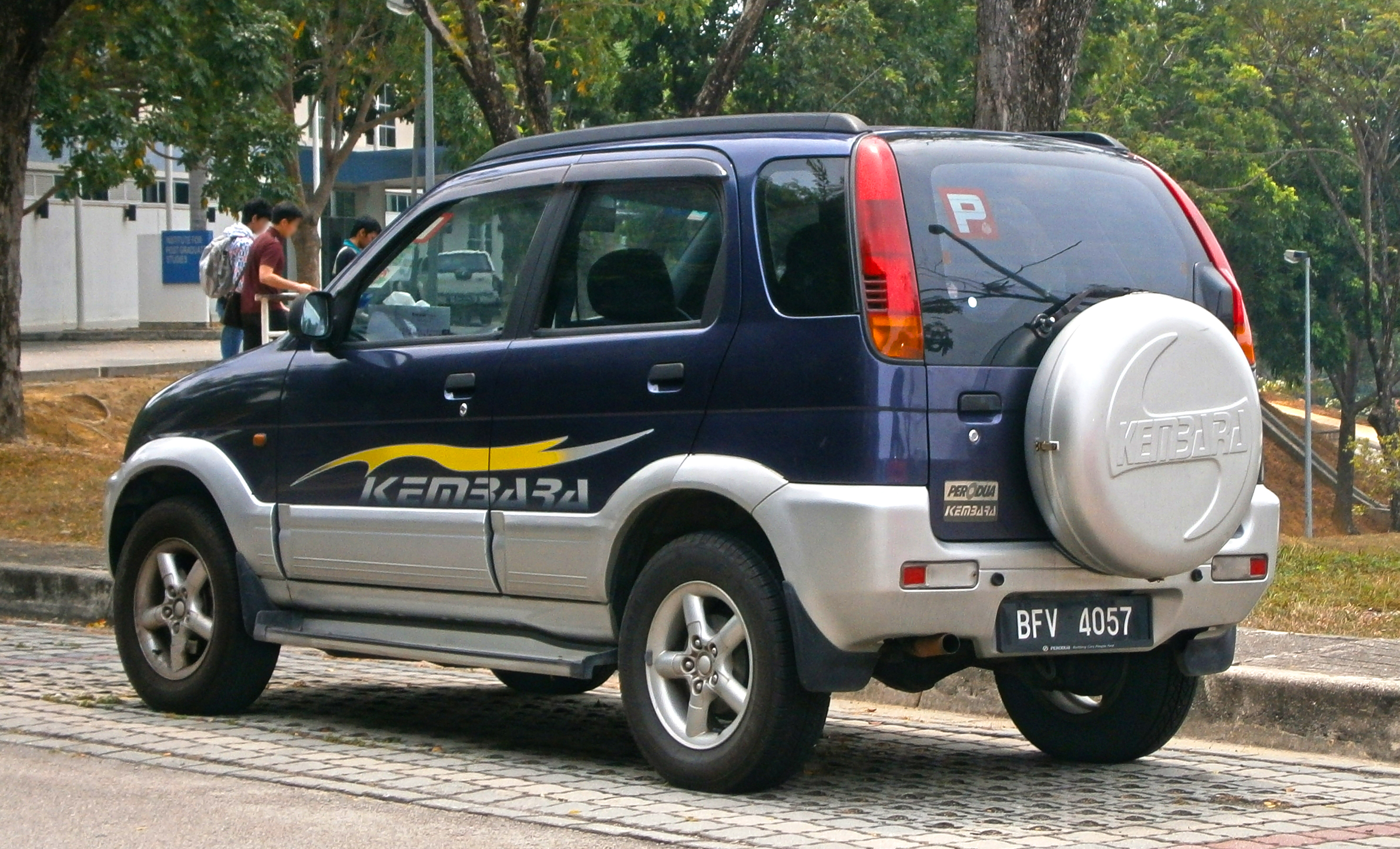
1.3 GX-EZ (вид сзади)

### Модели поздних выпусков

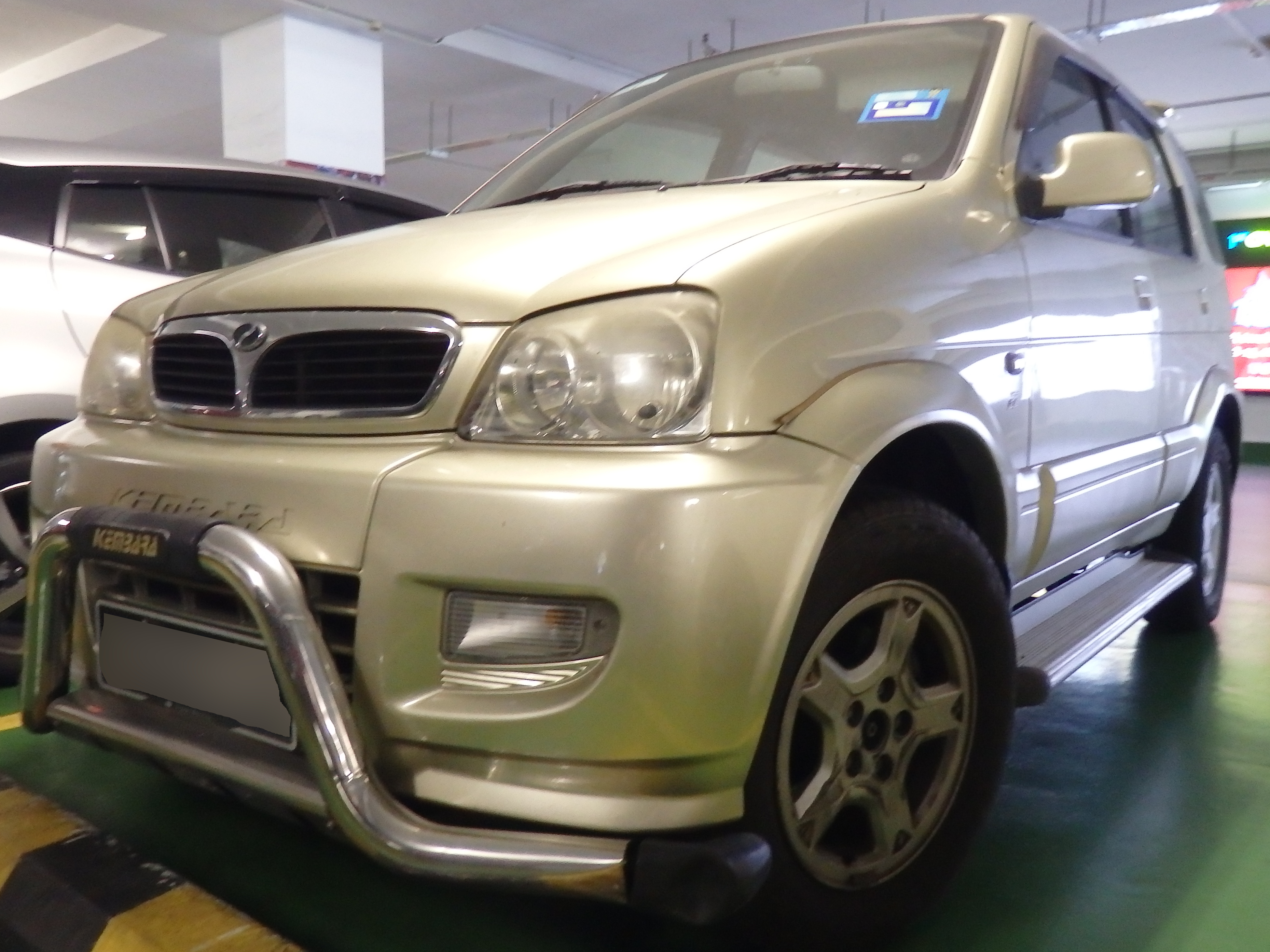
Perodua Kembara CT Elegance (вид спереди)
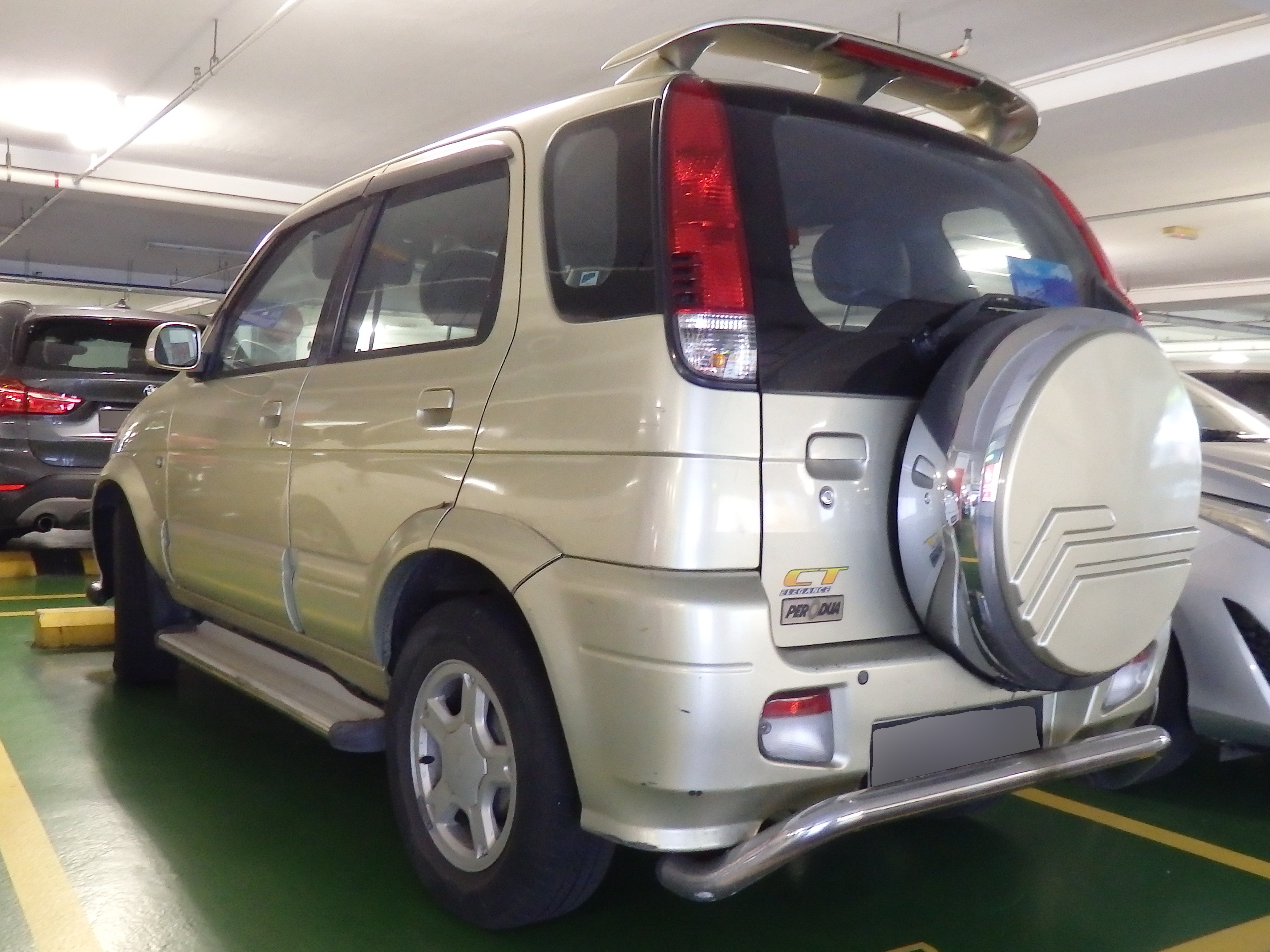
Perodua Kembara CT Elegance (вид сзади)
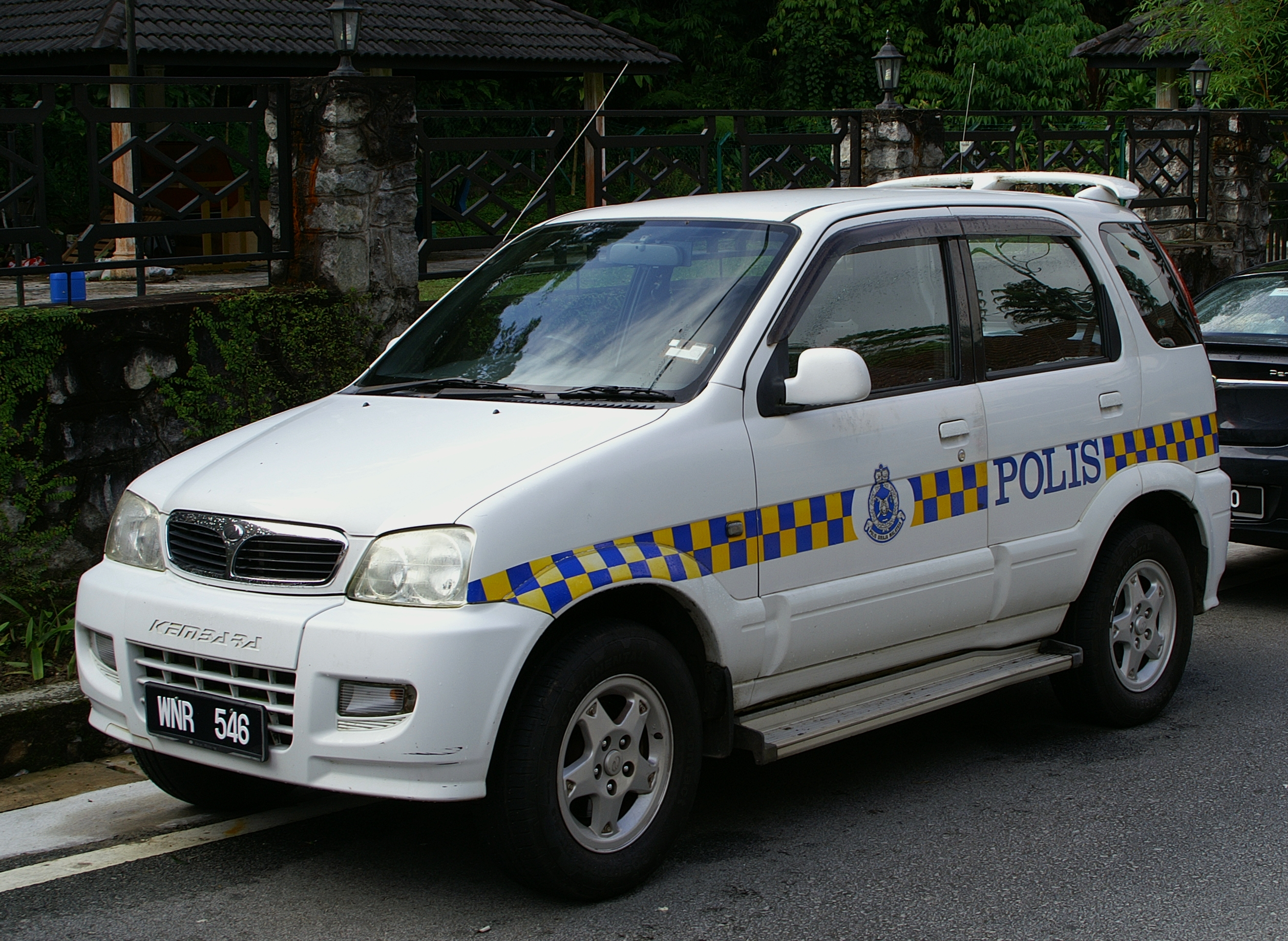
Автомобиль полиции